# Balneario de Lanjarón
El balneario de Lanjarón son un complejo de baños termales que se encuentra situado en el municipio español de Lanjarón, en la provincia de Granada, comunidad autónoma de Andalucía. Se enclava en el entorno natural de Sierra Nevada y la Alpujarra.

## Historia
Fueron los mozárabes los primeros en servirse de estas aguas y los que dieron el nombre de Lanjarón al lugar. Las propiedades saludables de las aguas de Lanjarón fueron reconocidas a partir de 1770, pero fue en el siglo XIX cuando el establecimiento fue más conocido y comenzaron a explotarse sus manantiales  de forma terapéutica y continuada. Durante ese siglo se presentó en la Exposición Universal de París de 1878 (en la cual recibió la medalla de plata en su categoría), en la Exposición Universal de Barcelona de 1888 y en la Exposición Nacional de Minería en Madrid, donde se obtuvo la medalla de oro.
A principios del siglo XX, Lanjarón fue punto de reunión y descanso de personajes conocidos como Virginia Woolf, Bertrand Russell, Eduardo Schiaffino, Manuel de Falla o  Federico García Lorca. El edificio de Manantiales se construyó en 1928. El Balneario de Lanjarón cuenta con un Salón de Fiestas construido en los años 50, renovado desde entonces, pero que conserva su identidad de la Belle Époque.

## Características

### Las aguas de Lanjarón
La estación balnearia se diferencia por la gran variedad y calidad de sus aguas, cuyos beneficios para la salud fueron reconocidos hace casi 250 años.
La falla de Lanjarón, frontera entre la Sierra Nevada y La Alpujarra, permite que en los entornos próximos a la población haya emergido una gran profusión de manantiales. De la fusión de las nieves perpetuas y la lluvia provienen unas aguas frías puras.
El Balneario cuenta con seis manantiales de aguas mineromedicinales, cada uno de composición diferente, utilizados para la prevención y el tratamiento de distintas afecciones.
Aguas en bebida
- Manantial Capuchina, depurativa (mineralización fuerte, bicarbonatada, clorurada, sódica y cálcica);
- Manantial Salud II, facilita la digestión (mineralización media, clorurada, sódica, cálcica, bicarbonatada y carbogaseosa);
- Manantial Capilla, facilita la digestión y estimula el apetito (mineralización media-baja, clorurada, sódica, cálcica, bicarbonatada y carbogaseosa);
- Manantial Salud I, facilita la digestión (mineralización débil, clorurada, sódica-magnésica, cálcica, bicarbonatada y carbogaseosa);
- Manantial San Vicente, diurética (mineralización débil, bicarbonatada y cálcica)

Agua para baños
- Manantial El Salado, sedante (mineralización fuerte, clorurada, sódica, cálcica, carbogaseosa y ferruginosa)

### Instalaciones y tratamiento
El centro termal cuenta con unas instalaciones para tratamientos con aguas mineromedicinales reformadas desde 2007. Inaugurado en 2012 cuenta con  un hotel de 4 estrellas integrado en el mismo centro, con 122 habitaciones.
Entre las instalaciones balneoterápicas de las que dispone el Balneario de Lanjarón, se pueden destacar la piscina dinámica, el flotarium, el nuevo circuito de Termas Al Lanchar, inaugurado en 2010, y el Jardín Secreto, un espacio abierto donde se ofertan distintos tratamientos (como pueden ser el masaje con caña o ducha en cascada).
El Balneario de Lanjarón cuenta con un equipo médico propio, especializado en hidrología.

## Certificados
En los últimos años, el Balneario de Lanjarón ha obtenido distintos certificados:
- En diciembre de 2009 el Balneario se certificó con la ISO 14001.
- En marzo de 2008, el Instituto de Calidad Turística Española le concedió la certificación “Q” de calidad turística, que fue el primer sello que otorgó el Ministerio a una estación termal de Andalucía y que garantiza la calidad de los servicios ofrecidos por el establecimiento.